# Couvent des Cordeliers des Thons
Pour les articles homonymes, voir Couvent des Cordeliers et Cordeliers.
Le couvent des Cordeliers des Thons est un ancien édifice religieux fondé au XVe siècle sur la commune des Thons au sud-ouest du département des Vosges en région Lorraine.

## Historique
Le couvent a été fondé en 1452 à la demande de Guillaume de Saint-Loup et son épouse Jeanne de Choiseul, avec l'appui du duc Jean II de Lorraine. Il est construit au Petit-Thon, aux confins du diocèse de Besançon à l'époque, par l'ordre des frères mineurs de Dole qui en avaient obtenu l'autorisation en 1451 du pape Nicolas V.
L'église du couvent, dédiée à Notre-Dame-des-Anges (et non pas "Notre-Dame-des-Neiges", erreur reproduite à la suite d'une mauvaise lecture d'un document ancien), est consacrée en 1483. La maison du Châtelet qui construit le château des Thons au début du XVIIe siècle avait une chapelle pour accueillir les sépultures de ses membres.
Les recettes du couvent comprennent le produit des fondations, des rentes, la desserte de certaines paroisses, des loyers de terrains, la vente de certains produits provenant des jardins des religieux, des aumônes recueillies dans le tronc
de la sacristie, et des dons de seigneurs locaux (Mathieu de Saint-Loup en 1476, Antoine de Monthureux en 1493-1496, Louis de Faucogney en 1504, Huet du Châtelet en 1518, Erard du Châtelet en 1590 et 1662...). Les dépenses sont allouées à l'entretien et les réparations du couvent et des propriétés, la nourriture des religieux, la lingerie, les voyages des religieux... Les comptes sont arrêtés le 15 janvier 1791.
Comme les 283 autres couvents que les cordeliers possédaient en France, le couvent des Thons ferme ses portes en 1790 à la suite des événements de la Révolution française. Il n'abrite à cette époque que quatre religieux et un frère lai, dont le supérieur est le père Claude Laillet, et ceux-ci adhèrent sans problème à l'église constitutionnelle. En 1791, les biens meubles du couvent et les bâtiments sont vendus et transformés en exploitation agricole. En 1812, le couvent est partagé entre trois frères, ce qui explique les trois différentes façades encore visibles aujourd'hui.
Il est inscrit aux monuments historiques le 20 juin 1945, à l'exception de l'église Notre-Dame-des-Anges qui est classée le 15 décembre 1980.

## Description
Le couvent des cordeliers des Thons est aujourd'hui l'ensemble franciscain le mieux conservé du nord-est de la France. Il appartient actuellement à trois propriétaires différents correspondants aux trois couleurs différentes de la façade :
- Depuis 2006[5], l'église conventuelle et la partie nord du bâtiment qui abrite les logements des religieux sont la propriété de l'association Saône Lorraine. En 2012-2013, l'association a restauré entièrement la charpente et la couverture du toit avec des tuiles plates ; ainsi que la façade de la partie conventuelle. Il reste encore à restaurer les façades de l'église et tous les intérieurs. L'association Saône lorraine a engagé la restauration intérieure et extérieure du chœur en 2019. Une fois tous les travaux terminés, un musée d'art sacré sera emménagé dans l’église, et un pôle culturel et associatif sera créé dans la partie conventuelle[6].
- La partie centrale abrite un restaurant de spécialités vosgiennes et un musée. On peut y voir une chapelle, une cellule de frère cordelier reconstituée, une prison aménagée sur ordre du roi Louis XV, le cloître, la fontaine Saint-François, les réfectoires, des expositions permanentes (d'objets, de vêtements, de tracteurs, de machines et outils anciens, ainsi que de panneaux retraçant la vie des frères cordeliers) et des expositions temporaires (d'artistes locaux).
- La partie sud du couvent appartient à un propriétaire privé.

## Galerie d'images

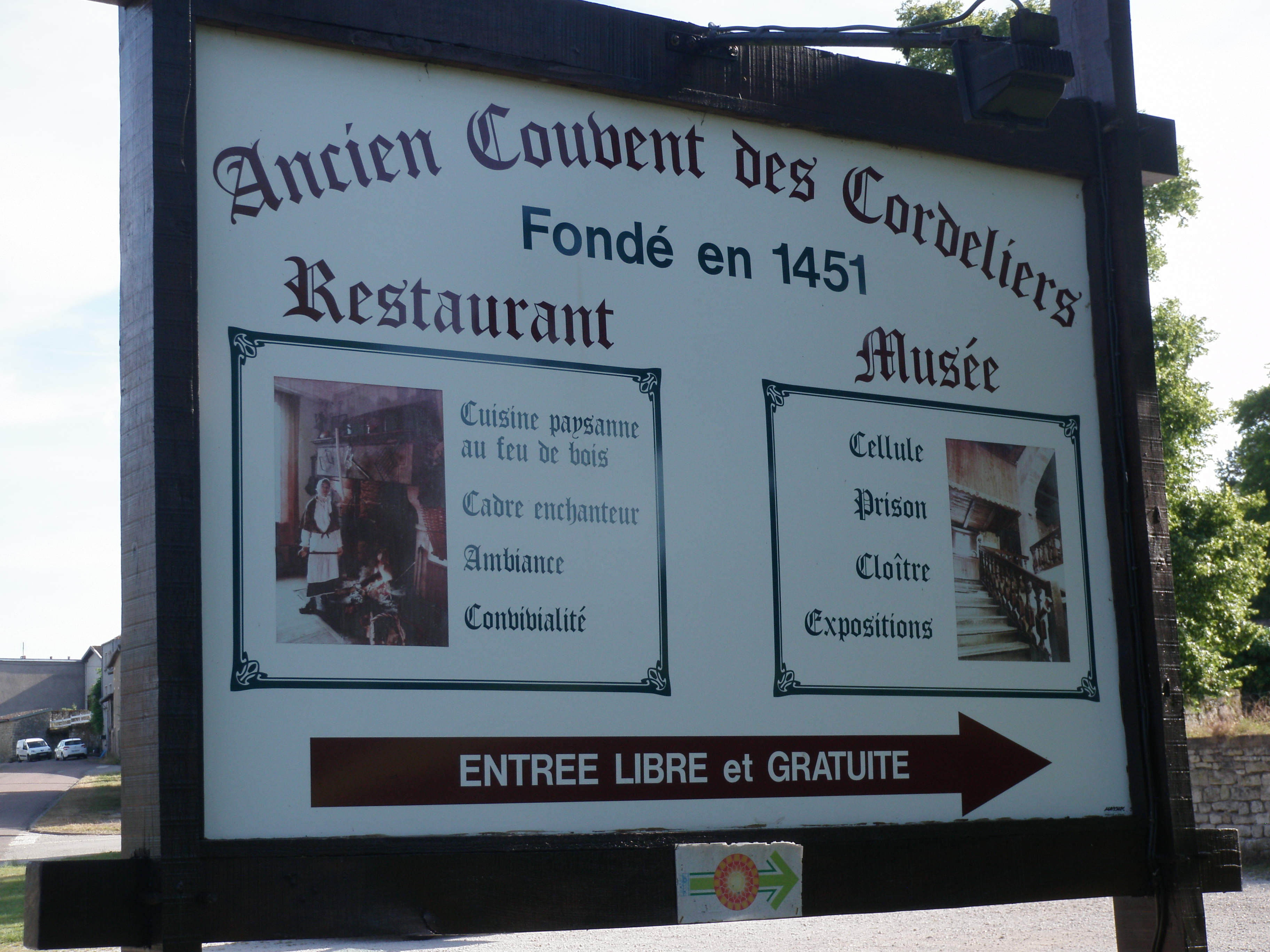
Panneau devant le couvent.
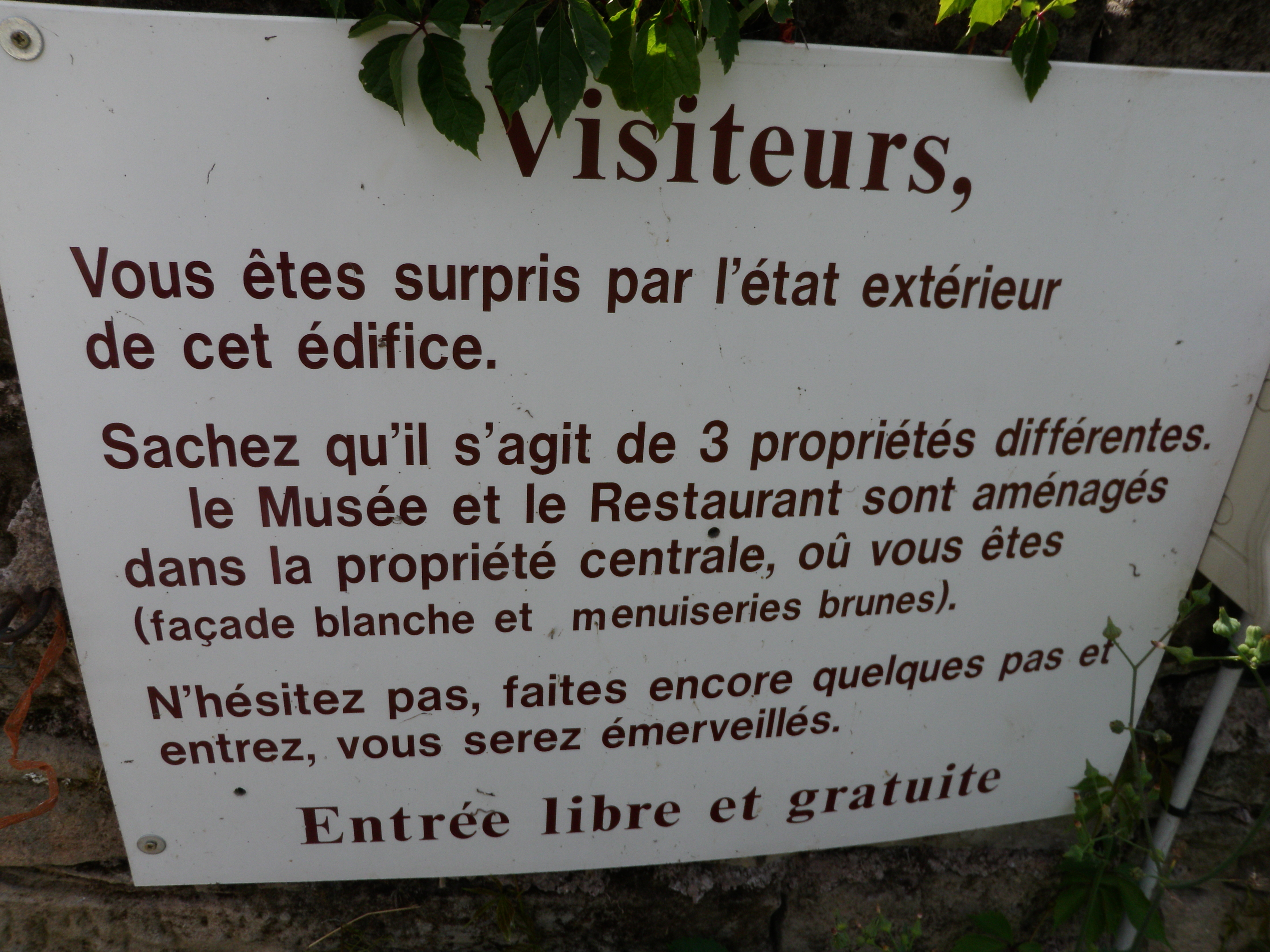
Panneau à l'entrée de la propriété.
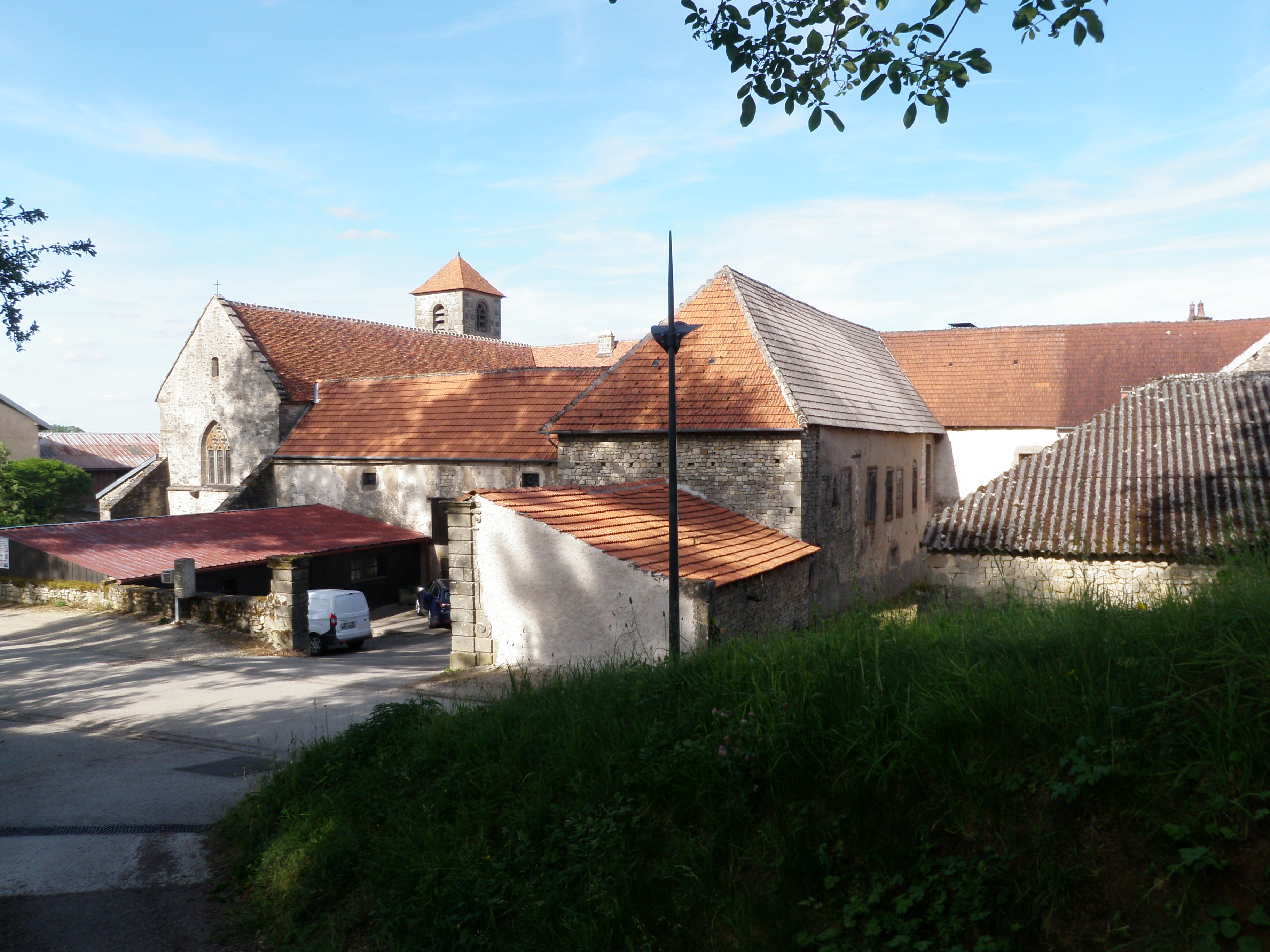
Façade arrière.
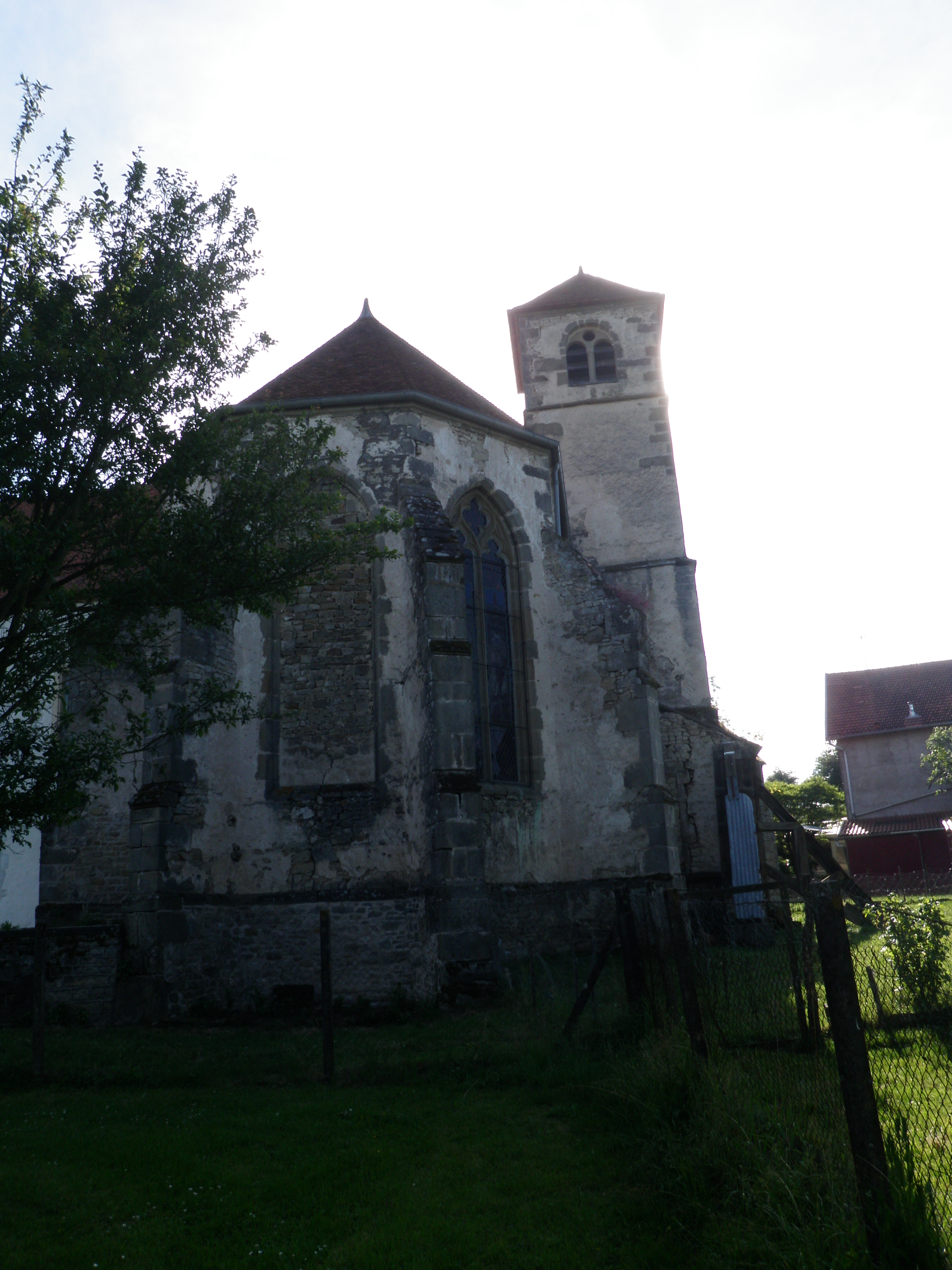
Église Notre-Dame-des-Anges (chevet).
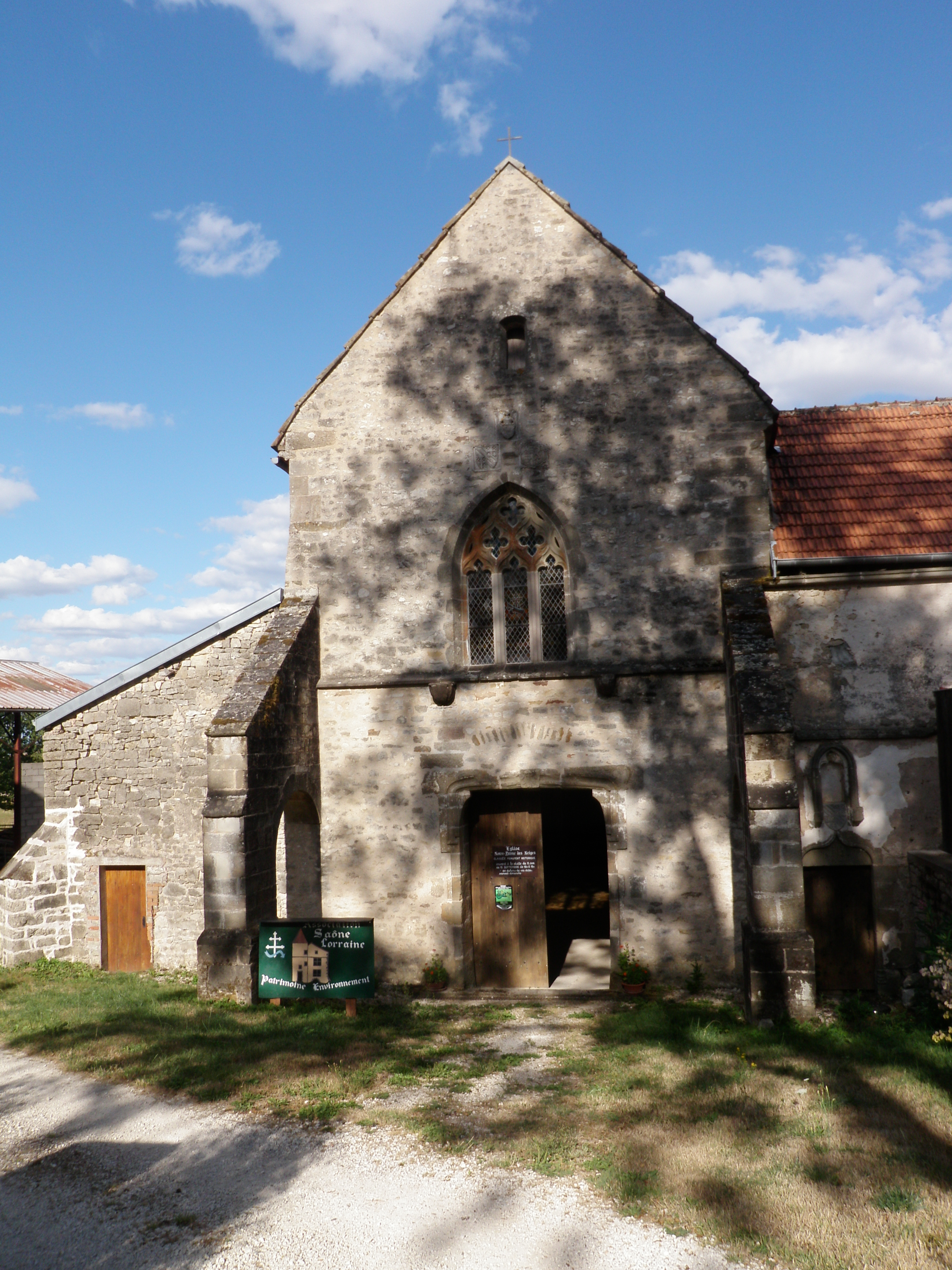
Église Notre-Dame-des-Anges (portail ouest).
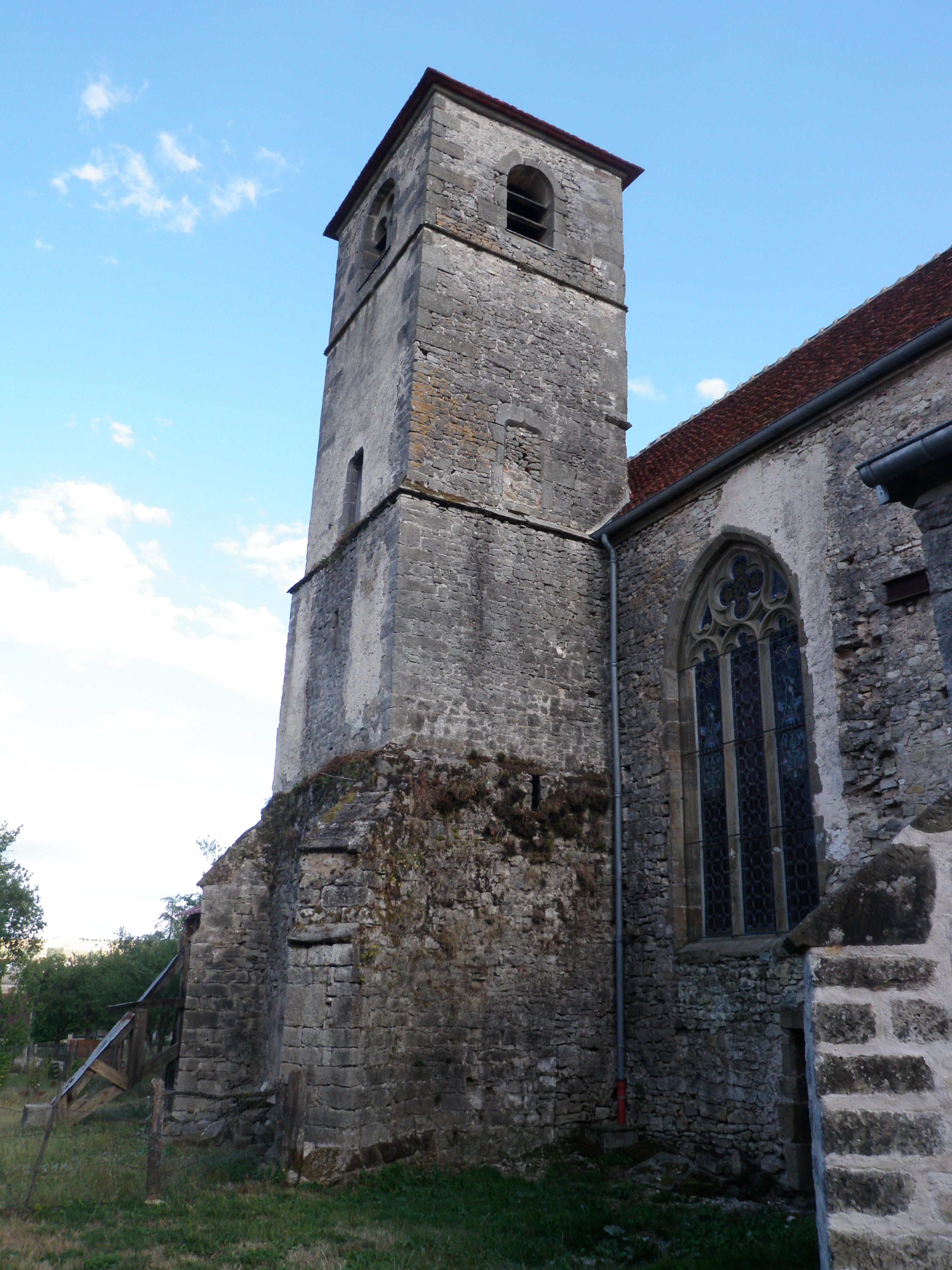
Église Notre-Dame-des-Anges (clocher).
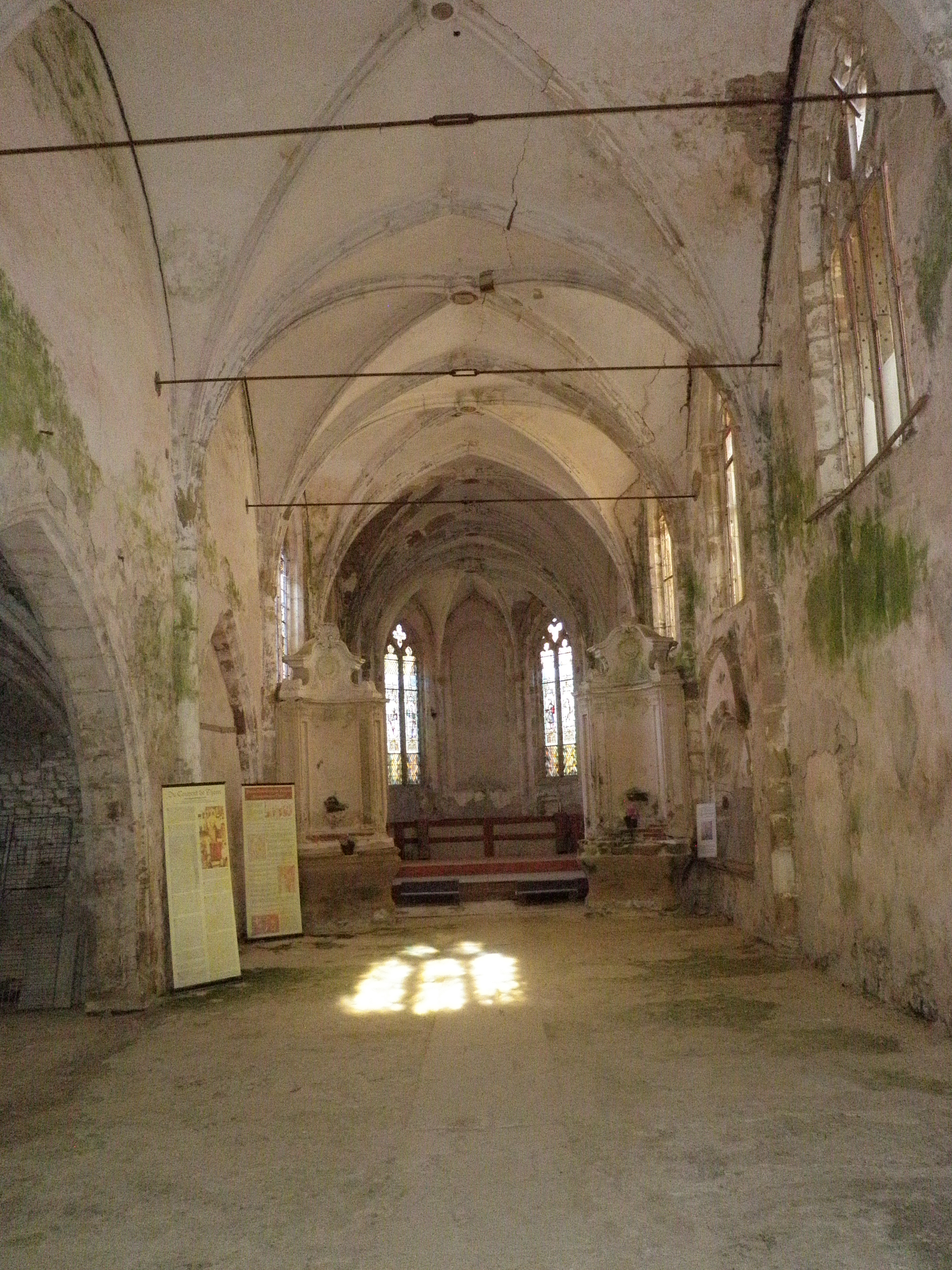
Église Notre-Dame-des-Anges (intérieur).
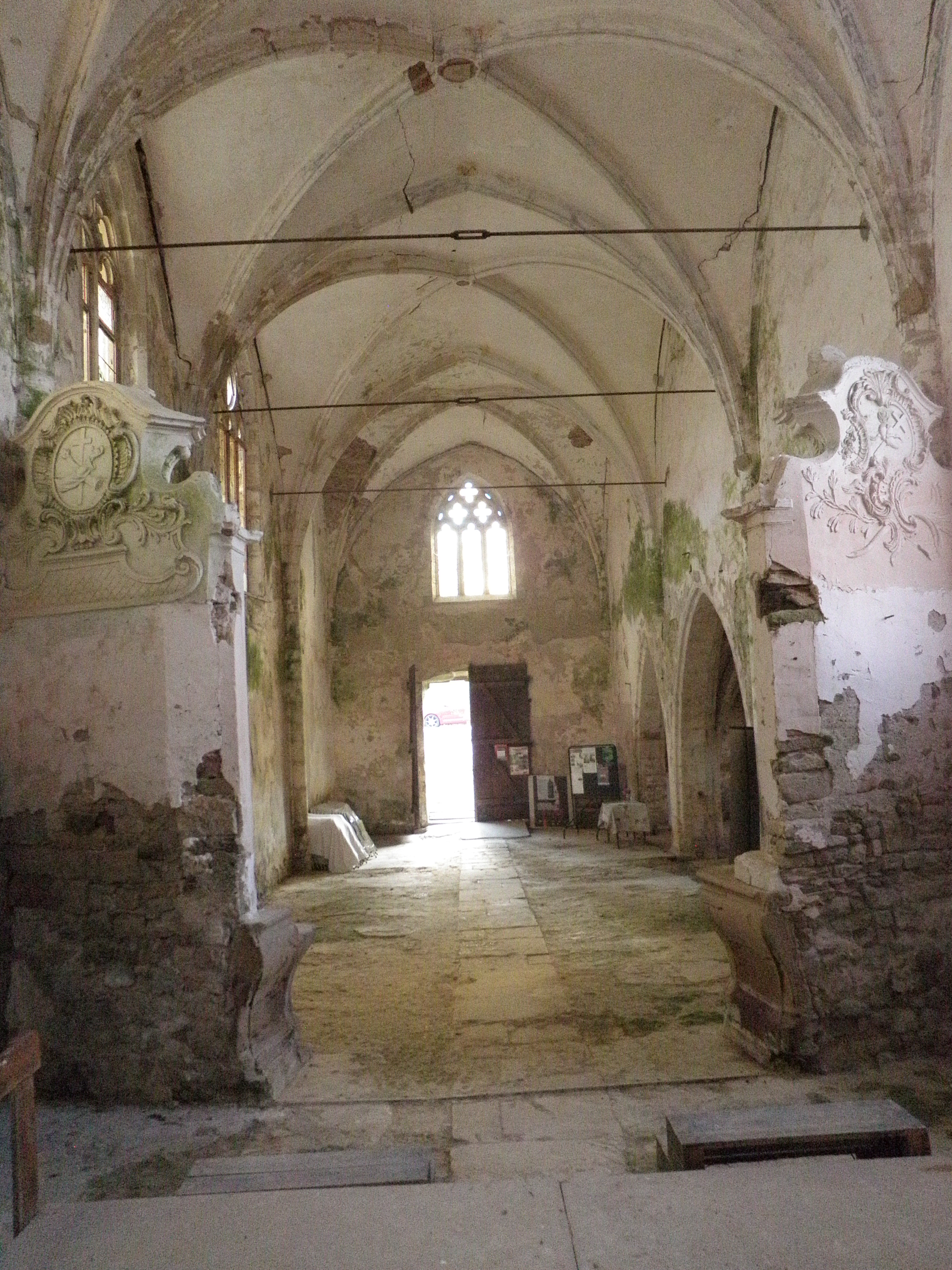
Église Notre-Dame-des-Anges (intérieur).